# Friedrich Stoffels
Friedrich Stoffels, auch Fritz Stoffels (* 7. August 1898 in Hamborn; † 14. August 1944 in der Justizvollzugsanstalt Brandenburg-Görden) war ein deutscher Zeuge Jehovas und ein Opfer der nationalsozialistischen Kriegsjustiz.

## Leben
Der aus dem Ruhrgebiet stammende Friedrich Stoffels war seit Ende der 1920er Jahre als Vollzeitprediger (Kolporteur) in der Gemeinschaft der Bibelforscher (seit 1931 Zeugen Jehovas) aktiv. Vor der Machtergreifung der Nationalsozialisten umfasste die Kölner Gemeinde der Zeugen Jehovas etwa 130 Mitglieder. Gemeinsam mit seiner Frau Klara, geborene Wichers, übernahm er u. a. die Verbreitung von religiösen Schriften und der Wachtturm-Literatur. Nach dem endgültigen Verbot der Glaubensbewegung der Bibelforscher im Juni 1933 besorgten sie im Untergrund Papier für den Druck der nun verbotenen Zeitschrift Wachtturm und organisierten die Verteilung der religiösen Schriften. Das Ehepaar Stoffels bewohnte bis 1935 eine Wohnung in der Simrockstraße in Köln-Ehrenfeld.

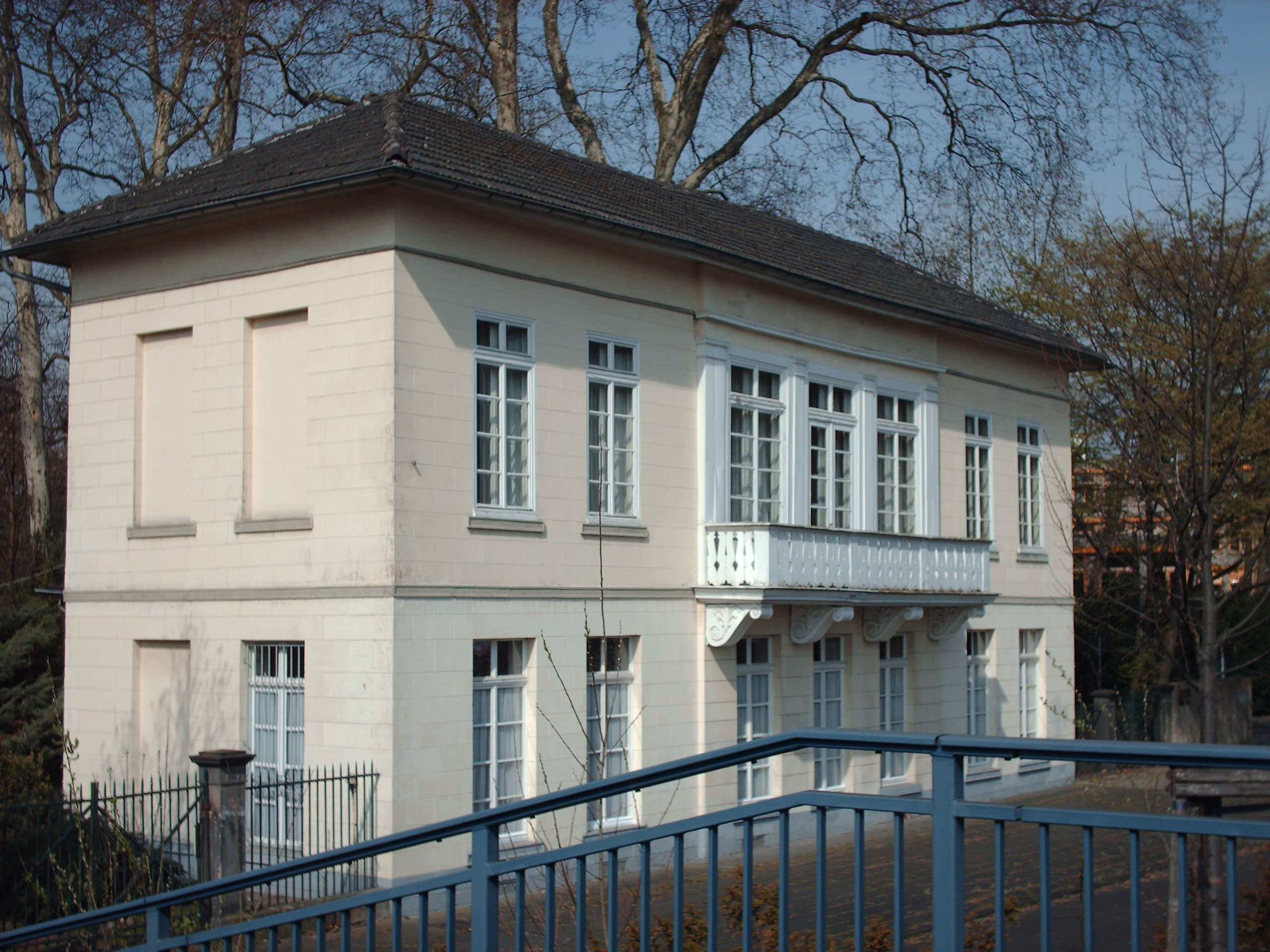
Bahnhof Belvedere: Wohnhaus der Familie Stoffels Ende der 1930er Jahre in Müngersdorf

Nachdem Friedrich Stoffels seine Arbeit als Handelsvertreter aufgrund seines Glaubens ab 1935 nicht mehr ausüben durfte, zog das Ehepaar in das alte Bahnhofsgebäude Belvedere am westlichen Stadtrand von Köln, nach Müngersdorf. Zusammen mit zwei getrennt voneinander agierenden Kölner Gruppen von Mitgliedern der Religionsgemeinschaft betätigten sie sich im Untergrund weiterhin aktiv missionarisch und nach Ausbruch des Zweiten Weltkrieges antimilitaristisch. Aufgrund ihres Glaubens verweigerten die Zeugen Jehovas den Wehrdienst.
Friedrich Stoffels wurde 1939 in Köln wegen illegaler Verbreitung des „Wachtturms“ verhaftet und zu drei Jahren Zuchthaus verurteilt. Nach seiner Freilassung ging das Ehepaar nach Oberhausen. Fritz Stoffels arbeitete hier als Bergmann. Klara und Fritz Stoffels schlossen sich in Oberhausen der im Untergrund agierende Gruppe der Zeugen Jehovas um Auguste Hetkamp und Julius Engelhard an. Nachdem im April 1943 die Gestapo die Gruppe entdeckt hatte, wurden auch Klara und Friedrich Stoffels, zusammen mit Auguste Hetkamp, Julius Engelmann, Johann Hörstgen, Paul Weseler und Wilhelm Bischoff verhaftet. Sie wurden in Berlin inhaftiert und 1944 vor dem 6. Senat des Volksgerichtshof angeklagt.

„Glaubensmäßig bin und bleibe ich ein ‚Zeuge Jehovas‘. Zum heutigen nationalsozialistischen Staat stehe ich völlig neutral, d. h. ich kann die Gesetze des Staates nur insofern befolgen, als sie nicht mit dem Gesetz Gottes in Widerspruch stehen. Wenn ich z. B. heute zum Wehrdienst einberufen würde, könnte ich diesem Rufe nicht Folge leisten, weil in der Bibel steht, „Du sollst nicht töten“.“

Am 2. Juni 1944 wurde Friedrich Stoffels, seine Frau und die Mitangeklagten der Zeugen-Jehovas-Gruppe vom Volksgerichtshof wegen „Wehrkraftzersetzung“ und „Feindbegünstigung“ zum Tode verurteilt. Das Todesurteil gegen Klara Stoffels und Auguste Hetkamp wurde am 11. August 1944 in der Hinrichtungsstätte Plötzensee vollstreckt. Friedrich Stoffels und die zum Tode verurteilten Männer der Gruppe von Zeugen Jehovas aus dem Ruhrgebiet und dem Rheinland wurden am 14. August 1944 in der Hinrichtungsstätte Brandenburg-Görden durch die Guillotine hingerichtet.

## Gedenken

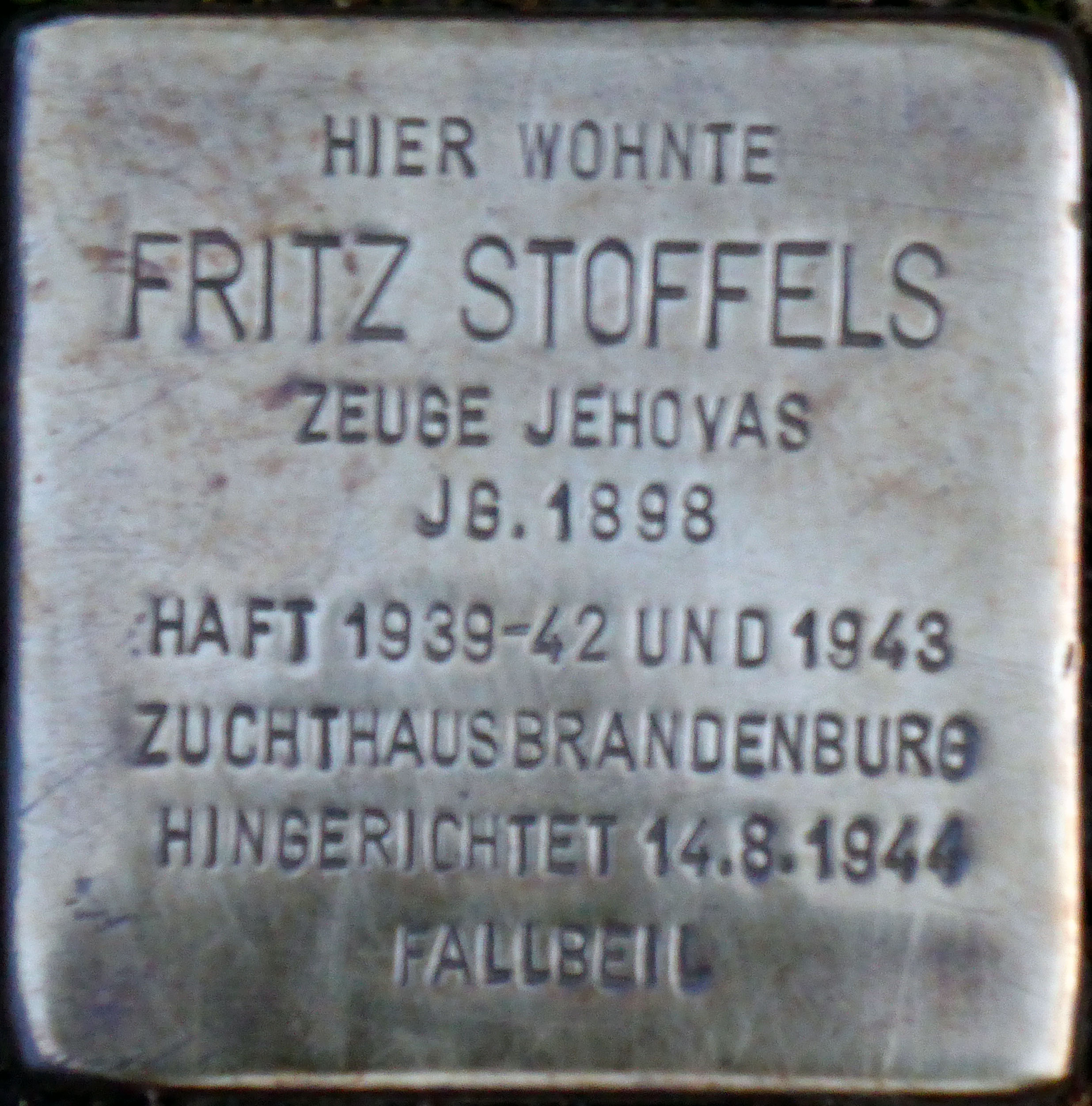
Stolperstein für Fritz Stoffels vor dem Bahnhof Belvedere, Belvederestraße 147 in Köln-Müngersdorf.

Im Rahmen des Kunst- und Erinnerungsprojektes des Kölner Künstler Gunter Demnig wurden am 20. Januar 2007 in Köln-Müngersdorf vor dem alten Bahnhofsgebäude des Bahnhofs Belvedere zwei Stolperstein zur Erinnerung an Fritz Stoffels und seiner Frau Klara verlegt.
Im Jahr 2007 wurde die Lebens- und Leidensgeschichte von Fritz Stoffels und seiner Frau Klara in der Ausstellung Standhaft trotz Verfolgung  – Jehovas Zeugen  unter dem NS-Regime in der ehemaligen Kölner Gestapozentrale im EL-DE-Haus, dem heutigen NS-Dokumentationszentrum der Stadt Köln, dokumentarisch aufbereitet.